# Dromaeosauroides bornholmensis
Dromaeosauroides bornholmensis és una espècie de dinosaure teròpode de la família dels dromeosàurids que visqué a Europa durant el Cretaci inferior, fa aproximadament 140 milions d'anys. Se n'han trobat fòssils —una dent descoberta el 2000 i una altra el 2008— a la formació de Jydegaard, a l'illa danesa de Bornholm. Es tracta de l'única espècie del gènere Dromaeosauroides. A més de ser el primer dinosaure no aviari trobat a Dinamarca, és l'únic que ha estat descrit formalment. És un dels dromeosàurids més antics coneguts i, alhora, el primer dinosaure del Cretaci inferior d'Europa que es classifica amb certesa en aquesta família. El nom genèric Dromaeosauroides significa ‘[animal] amb forma de dromeosaure’, en referència a la semblança de les dents amb les d'aquest altre gènere, mentre que el nom específic bornholmensis significa ‘de Bornholm’.